# Khazaneh Bokharaee
 Khazaneh Bokharaee est un quartier du sud de Téhéran.